# Alamella oxynthes
Alamella oxynthes är en stekelart som beskrevs av John S. Noyes 2000. Alamella oxynthes ingår i släktet Alamella och familjen sköldlussteklar.
Artens utbredningsområde är Costa Rica. Inga underarter finns listade i Catalogue of Life.